# Stan Limburg
Cristiaan Willem Hendrik (Stan) Limburg (Purmerend, 20 april 1961) is een Nederlandse (stem)acteur en dialoogregisseur. Hij is vooral bekend door het inspreken van tekenfilms en animatiefilms met een bijzonder opgewekte stemklank en is actief als stemregisseur bij zowel teken- als live-actionfilms. De zanger-(stem)acteur Frans Limburg is zijn jongere broer.

## Loopbaan

### Theater
Limburg begon zijn carrière in 1985 bij het Nederlands Volkstoneel en speelde daar in In Holland staat een huis, Boefje en Heimwee. Vervolgens speelde hij in de muzikale komedie van Jos Brink en Bert Stoots Oude Nieuwe Vrienden onder regie van Frank Sanders.
Hij was te zien naast Piet Bambergen en Rudi Falkenhagen in de klucht Pappie, hier ben ik en speelde later in de musicals Singin' in the Rain, Annie, als James Milligan in Alleen op de wereld en in Pietje Bell.
In seizoen 2009/2010 was hij 23 keer te zien in de musical Op hoop van zegen toen hij Arie Cupé verving in de rollen van Kaps en Cobus.
Limburg werkte als cabaretier aan twee programma's mee van theater-restaurant De Suikerhof en was 515 keer te zien in de Lido-show MADley Amsterdam van Haye van der Heyden, waarin hij onder andere de broer van André van Duin speelde.
Voor het Amsterdams Kleinkunst Festival werkte hij mee aan projecten over een cabaretoverzicht van de twintigste eeuw (Voor de eeuwigheid), een voorstelling over Dirk Witte waarin hij onder andere de rol speelde van Jean-Louis Pisuisse en in 2007 aan Dingen die je niet meer ziet, een hommage aan de cabaretgroep Don Quishocking.
Voor april 2010 vroeg het Amsterdams Kleinkunst Festival hem ook weer voor de festivalproductie Een schitterende jongen ("een cabareteske reis door de tijd in de strijd voor de homo-emancipatie"), waarin ook Astrid Nijgh en Brigitte Nijman te zien waren. Hierin werden nummers uitgevoerd van onder meer Theo Nijland, Purper, Jan Rot, Benny Neyman, Paul de Leeuw en Annie M.G. Schmidt.
In 2011 maakte het Amsterdams Kleinkunst Festival een voorstelling over Snip en Snap onder de titel Ja, dit is revue waarin Limburg de rol van Piet Muijselaar vertolkte.

### Televisie
Op televisie was hij te zien in series als Medisch Centrum West, Goede tijden, slechte tijden, Onderweg naar Morgen, Zeg 'ns AAA, Goudkust, Bureau Kruislaan, Lekker Lang Lusse, Oppassen!!! en Bonkers.
Samen met Fred Butter en Lucie de Lange deed hij in 2002 mee aan de televisiequiz Herexamen, waar ze het opnamen tegen de familie Croiset.
Ook was hij in 2007 en 2012 te zien in reclamespotjes voor McDonald's en Bol.com.

### Nasynchronisatie
Limburg werkte vanaf 1989 als stemacteur voor onder andere Bee Movie, Happy Feet, Toy Story, de Teletubbies, 101 Dalmatiërs, Aladdin, De Smurfen, Pokémon, Brandweerman Sam, Gummi Beren, Ice Age en Ice Age: The Meltdown, Shrek 1, 2 en 3, TMNT en Monsters, Inc., en in de Harry Potterfilms is hij de stem van Argus Vilder en in 2009 in De prinses en de kikker.

#### Stemmen
- 1989: Avonturen in Maple Town – Agent Otto
- 1989: Asterix en de knallende ketel – Optio
- 1992: De Smurfen – Potige Smurf, Hippe Smurf, Bolle Gijs, Ooievaar
- 1994: Albert De Vijfde Musketier – D'Artagnan
- 1994: Budgie de kleine helikopter – Chuck
- 1994: Moomin – Snufkin
- 1995: 101 Dalmatiërs – Roger
- 1995: Toy Story – Lenny, Meneer Spel, Gewonde Soldaat en Aliens
- 1996: Aladdin en de Dievenkoning – Handlanger van de Dievenkoning
- 1998: Teletubbies – Tinky-Winky
- 1998: Een Luizenleven – Overige stemmen
- 1999: Toy Story 2 – Aliens
- 2000: Bob de Bouwer – Muck, Rollie
- 2001: Rocket Power – luitenant Ties, Conroy
- 2001: Shrek – Peperkoekmannetje & Pinokkio
- 2001: Monsters en co. – Willem Walg
- 2001: Invader Zim – De Almachtig Grootsten
- 2002: Samurai Jack – Aku
- 2002, 2019: Gummi Beren – Graaf Ruwaard
- 2003: Misa en de wolven – Herman Andersson
- 2003: Pelswick – Quentin Eggert
- 2003: 101 Dalmatiërs II: Het avontuur van Vlek in Londen – Roger
- 2003, 2005: The Fairytaler – Verschillende personages
- 2004: Shrek 2 – Peperkoekmannetje, Pinokkio & Mongo
- 2004: Far Far Away Idol – Peperkoekmannetje & Pinokkio
- 2005: Danny Phantom – Vortex, Amorpho
- 2006: Ice Age 2: The Meltdown – Fast Tony
- 2006: Happy Feet – Memphis
- 2007: Mickey Mouse Clubhuis – Goofy
- 2007: Ratatouille – Jérôme, Larousse en Git
- 2007: Shrek the Third – Peperkoekmannetje, Pinokkio & Boze Boom
- 2009: Kid vs. Kat – Henry
- 2009: American Dragon: Jake Long – De Huntsman, Eli Pandarus
- 2009: De Prinses en de Kikker – Mr. Henry Fenner
- 2010: Brandweerman Sam – Brandweerman Sam, Commandant Staal, Mark Voet
- 2010-heden: Fanboy en Chum Chum – Lenny
- 2010-heden: Inazuma Eleven – Thomas Feldt
- 2012: Big Time Rush – Gustavo Rocque (seizoen 3-4)
- 2013: Uncle Grandpa / Ome Opa – Ome Opa
- 2013: Hotel 13 – Sigmund Freud – seizoen 1, aflevering 106-108 (verleden)
- 2014: Star Wars Rebels – Garazeb "Zeb" Orrelios
- 2014: Disney's De 7D – Grumpie
- 2015: Binnenstebuiten – Bing Bong
- 2015: Disney Infinity 3.0 – Garazeb "Zeb" Orrelios
- 2017-2021: DuckTales – Govert Goudglans
- 2018: Incredibles 2 – Brick
- 2019: Dumbo – Max Madici
- 2019: Toy Story 4 – Aliens
- 2019-heden: Amphibia – Drassige Joe, Stumpy en De Curator
- 2021: F1 2021 – Brian Doyle
- 2021: Monsters at Work – Willem Walg
- 2021: Spaceboy – Director Flanberg
- 2022: The Cuphead Show – Elder Kettle
- 2023: The Little Mermaid – Butler Grimsby (Nederlandse en Vlaamse versie)

Ook was hij tussen 2000 en 2009 de officiële Nederlandse stem van Goofy.
Limburg gaf ook stem aan vele personages in computergames, waaronder Beyond Good & Evil (als Pey'j), Spyro: A Hero's Tail (als Sergeant Byrd en Oudste Magnus), Ratchet & Clank (als Clank), Harry Potter en Uncharted: Drake's Fortune.

### Hoorspelen
- 1991: Moord in Eldorado, geschreven door Will Simon en bewerkt door Bart Römer onder regie van Hero Muller voor de AVRO. Met onder anderen Piet Römer, Frits Lambrechts, Ben Hulsman en Maria Lindes.
- 1993: Moessorgski onder regie van Sylvia Liefrinck. Met Arthur Japin, Jan Wegter, Ine Kuhr, Sjoerd Pleijsier e.a.
- 1996: Het Geheim van de Kaarten, geschreven door Jostein Gaarden en geregisseerd door Johan Donkers voor de KRO. Met onder anderen Gees Linnebank, Lou Landré, Peter Aryans en Ingeborg Uyt den Boogaard.
- 1998: De verkoolde glimlach van Carlos Gardel, geschreven door Nirav Christophe en geregisseerd door Marlies Cordia voor de TROS. Met onder anderen Peter Aryans, Tanneke Hartzuiker en Willy Brill.

### Regie
Als dialoogregisseur was hij verantwoordelijk voor films als Ferdinand, Barnyard, Chicken Run, Rio en Rio 2. Voor deze films maakte hij ook de vertaling. Verder regisseerde hij onder andere de series Bob de Bouwer, Brandweerman Sam, Jezus & Josefine, Chop Socky Chooks, Invader Zim, George of the Jungle, My Dad the Rock Star, De Boze Bevers, Buzz Lightyear of Star Command, maar voor de VARA ook het satirische Café de Wereld en de Efteling-productie van de Sprookjesboom.
In de game-industrie verzorgde hij de dialoogregie van Beyond Good & Evil, Ratchet and Clank en Uncharted: Drake's Fortune.
Vanaf 2009 regisseerde hij ook de dialogen voor de muppetscènes voor Sesamstraat, waaronder de Bert en Ernie-scènes met Paul Haenen en Wim T. Schippers.

#### Theaterregie
- 2023: Oude Koeien, Karen van Holst Pellekaan en Theo Nijland, KaKwadraat, Ouderkerk aan de Amstel
- 2023: The Odd Couple, Neil Simon (vertaling en bewerking: Stan Limburg). Toneelgroep Maskerade, Uithoorn
- 2019: De Freudjes, geen familie, Ariane Schluter, KaKwadraat, Ouderkerk aan de Amstel
- 2018: A Small Family Business, Alan Ayckbourn (vertaling: Koen Wassenaar). Toneelgroep Maskerade, Uithoorn
- 2017: Arsenicum & Oude Kant, Joseph Kesselring (vertaling: Lex Passchier). Toneelgroep Maskerade, Uithoorn
- 2016: The Mousetrap, Agatha Christie (vertaling: Stan Limburg). Toneelgroep Maskerade, Uithoorn
- 2010: In de stromende regen toch lekker warm, liedjesprogramma rond gedichten, liedjes en verhalen van Willem Wilmink. Musicalvereniging Scala, Alkmaar
- 2009: Blood Brothers, Willy Russel (vertaling: Daniel Cohen). Musicalvereniging Scala, Alkmaar
- 2008: De engel van Amsterdam, Lennaert Nijgh, Joop Stokkermans. Musicalvereniging Scala, Alkmaar
- 2005: En nu naar bed, Annie M.G. Schmidt, Harry Bannink. Musicalvereniging BOMS, IJmuiden
- 2001: Het koekoeksnest (One Flew Over the Cuckoo's Nest), Dale Wasserman. Toneelvereniging DOSTO, Amsterdam. Genomineerd voor de Arend Hauer-prijs 2001 voor de beste amateurtheaterproductie van Nederland
- 1998: Na de regen, Sergio Belbel. Toneelvereniging DOSTO, Amsterdam
- 1995: De vuurproef (The Crucible), Arthur Miller, Nieuwe Lyceum, Bilthoven

### Docent
Stan Limburg was verbonden aan de Amsterdamse Theater Academie als docent in de vakken theatermaken, scènestudie en tekstspel.